# مازدا 929
مازدا 929 هي سيارة ذات حجم كامل كانت تباع من قبل شركة مازدا اليابانية لتصنيع السيارات مابين عام 1973م إلى 1997م. تستخدم مازدا الأسم 929 لأسواق التصدير فقط، الشارة الهندسية للسيارة كانت تحمل اسم موديل لوسي حتى عام 1991م. بين عامي 1982م و1987م، استخدمت مازدا الرقم 929 لموديلاتها الكوزمو كوبية في عدة أسواق.

## ال اي2/ال اي3(1973م-1977م)

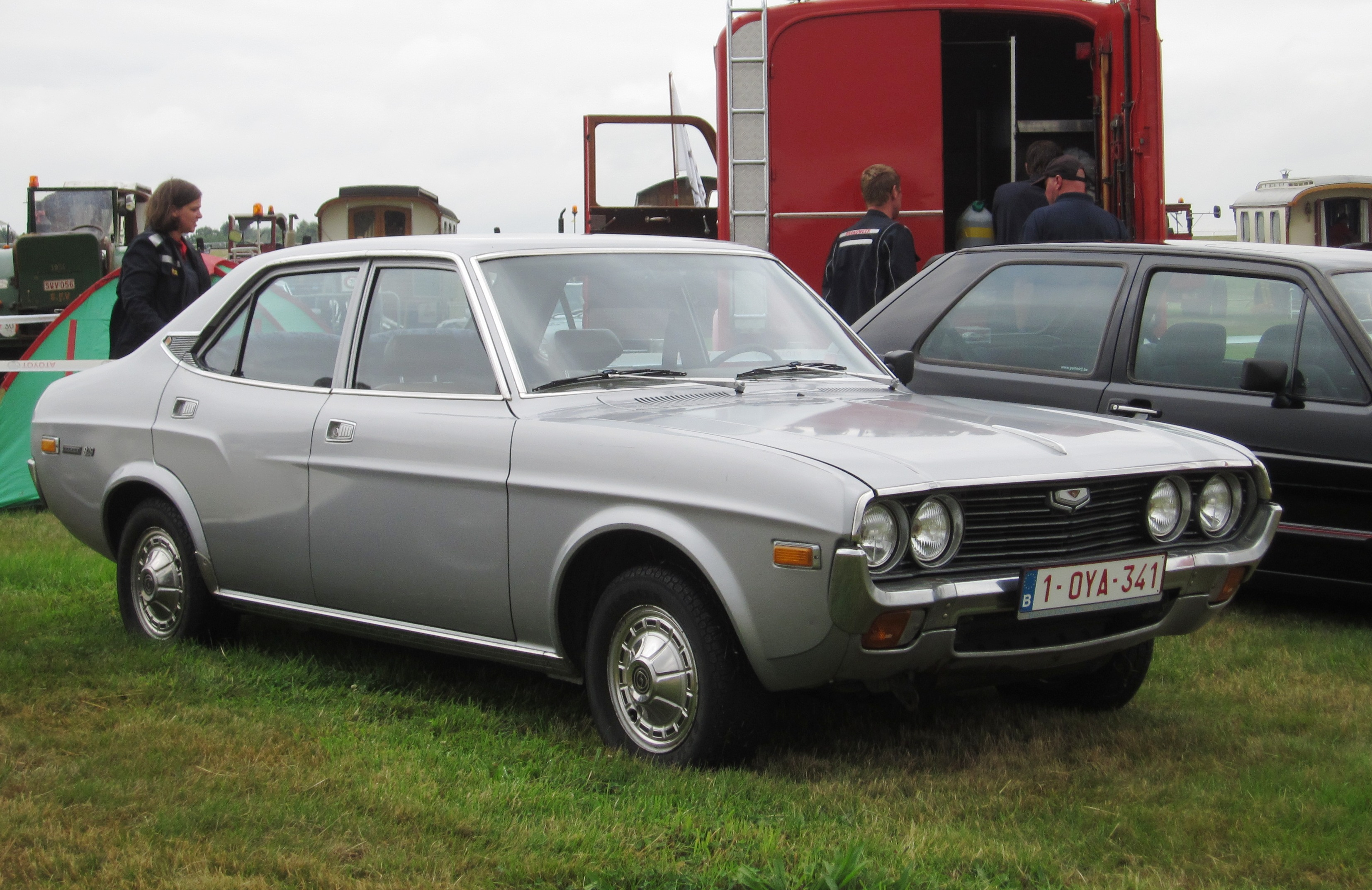
سيدان (ال اي 2; 1973-1975)
واجون(1973-1979)
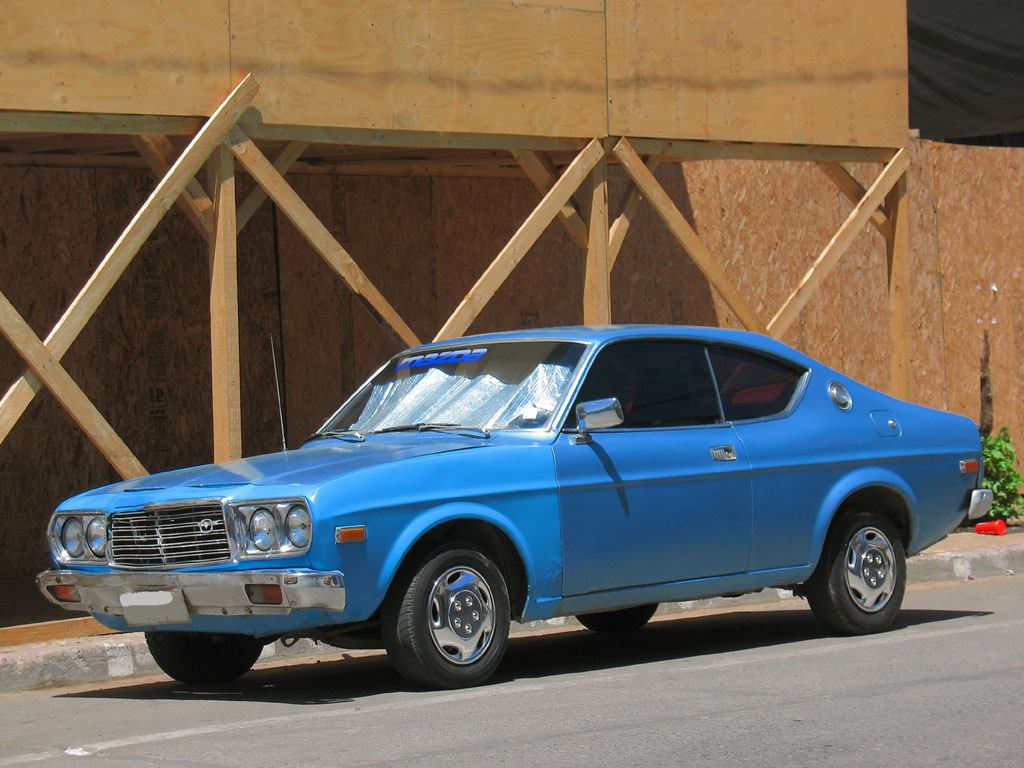
كوبية (ال اي 3; 1975-1977)

## ال اي4/ال اي5(1977م-1981م)

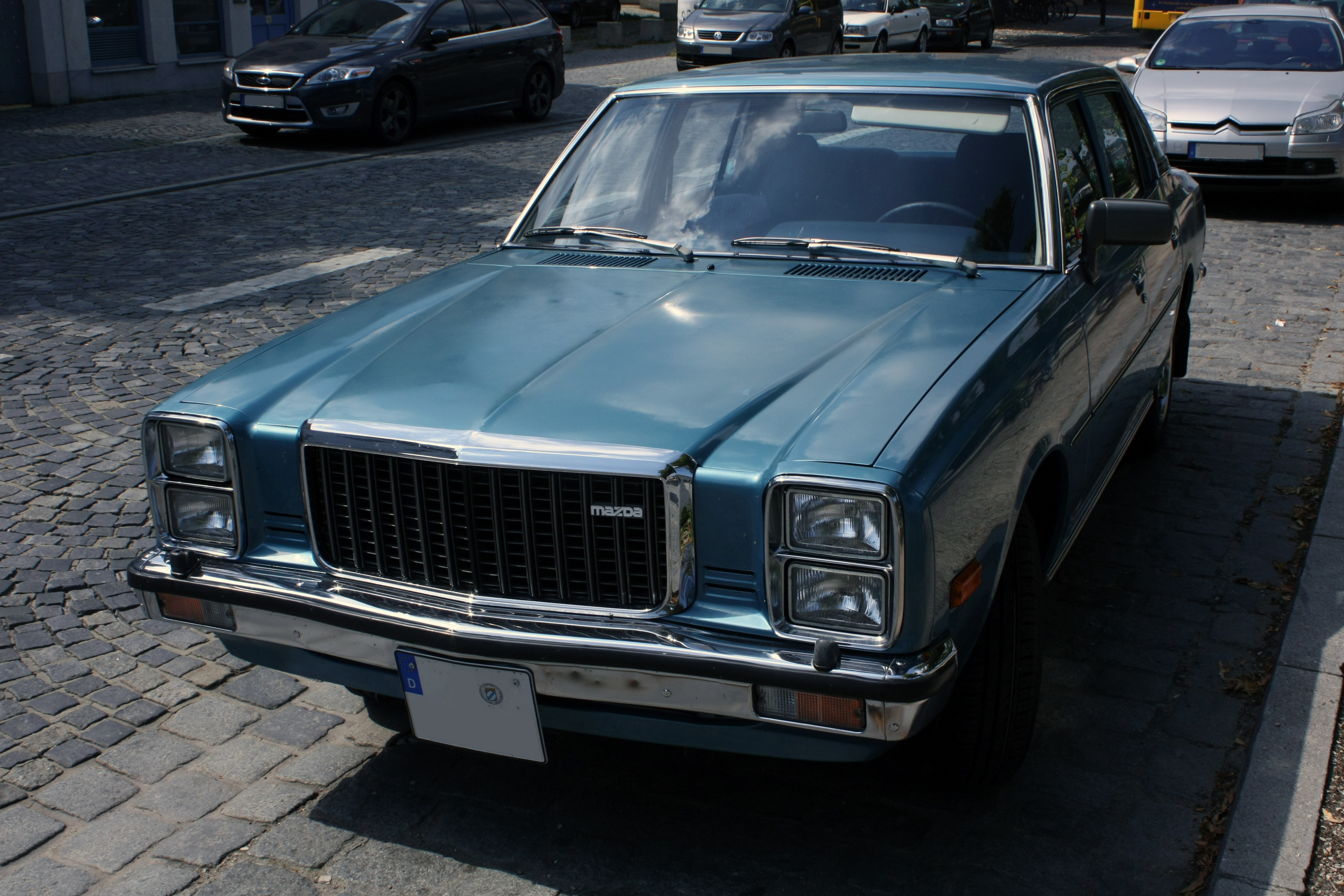
سيدان(ال اي4; 1977-1979)
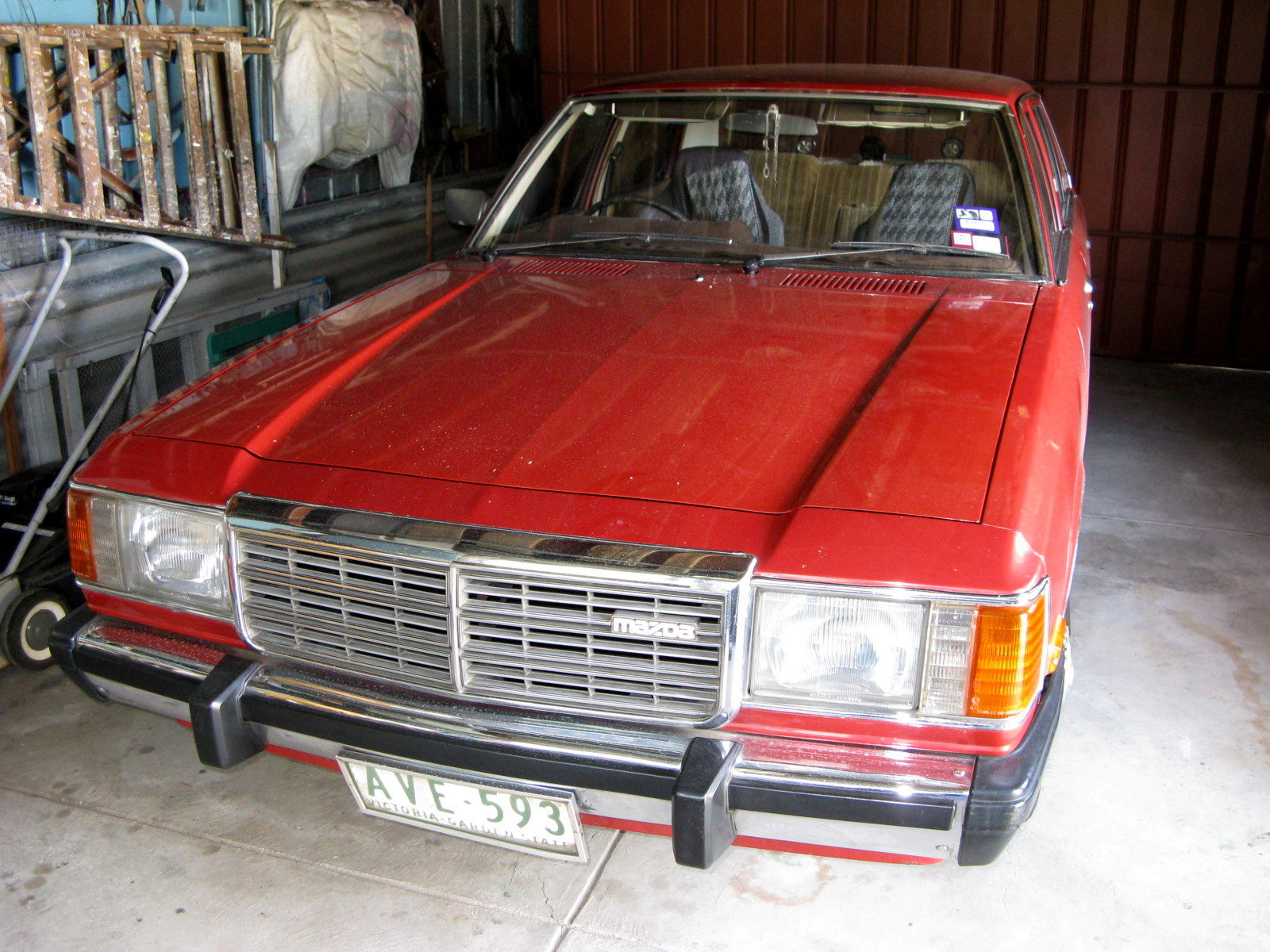
سيدان (ال اي5; 1979-1981)
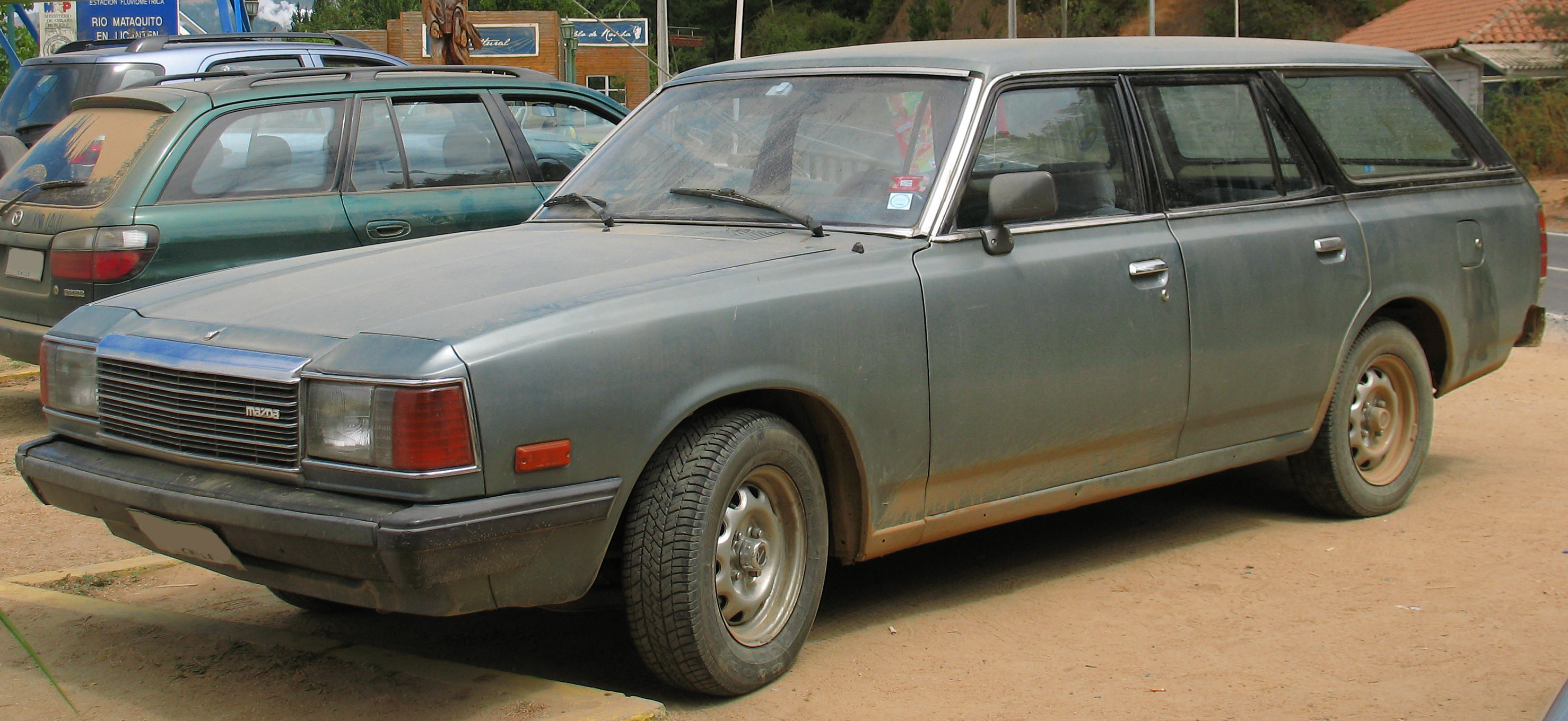
واجون (ال اي5 1979-1988)

## اتش بي (1981م-1986م)

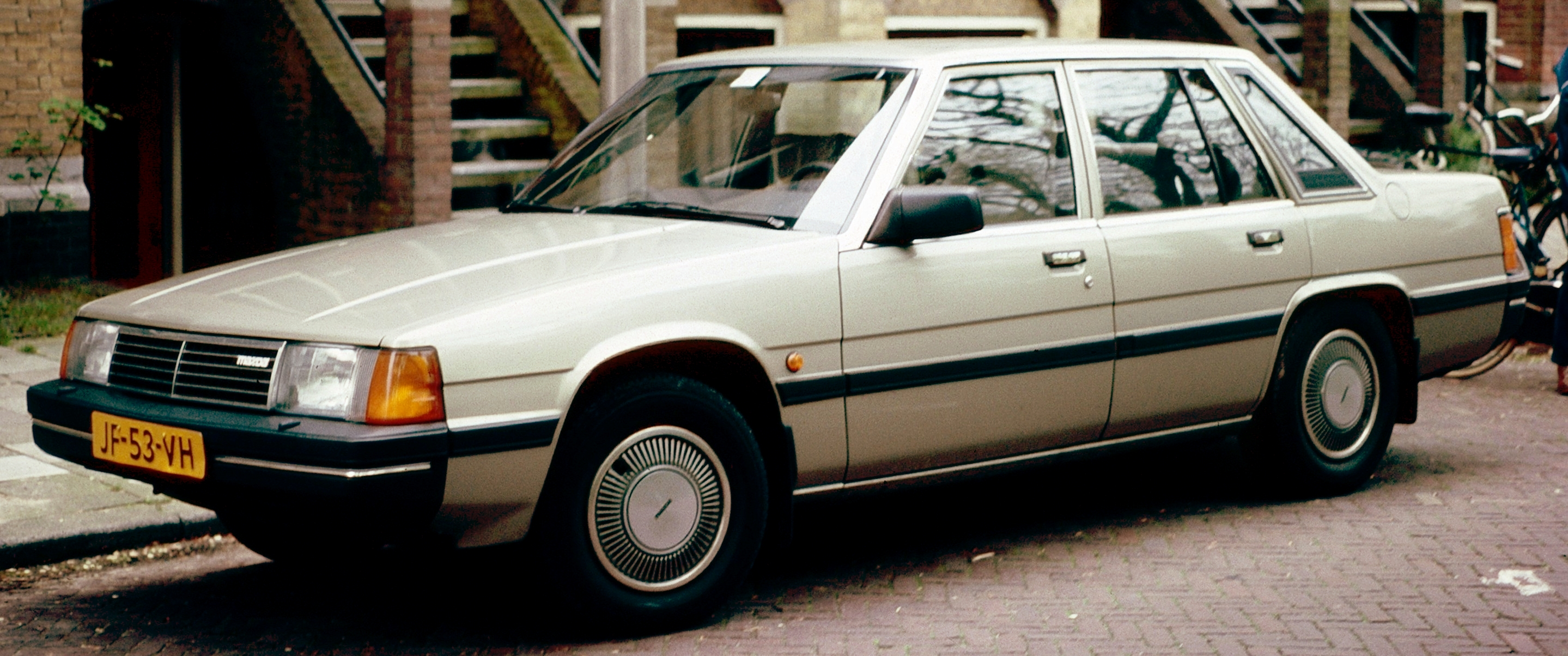
سيدان
هاردتوب سيدان
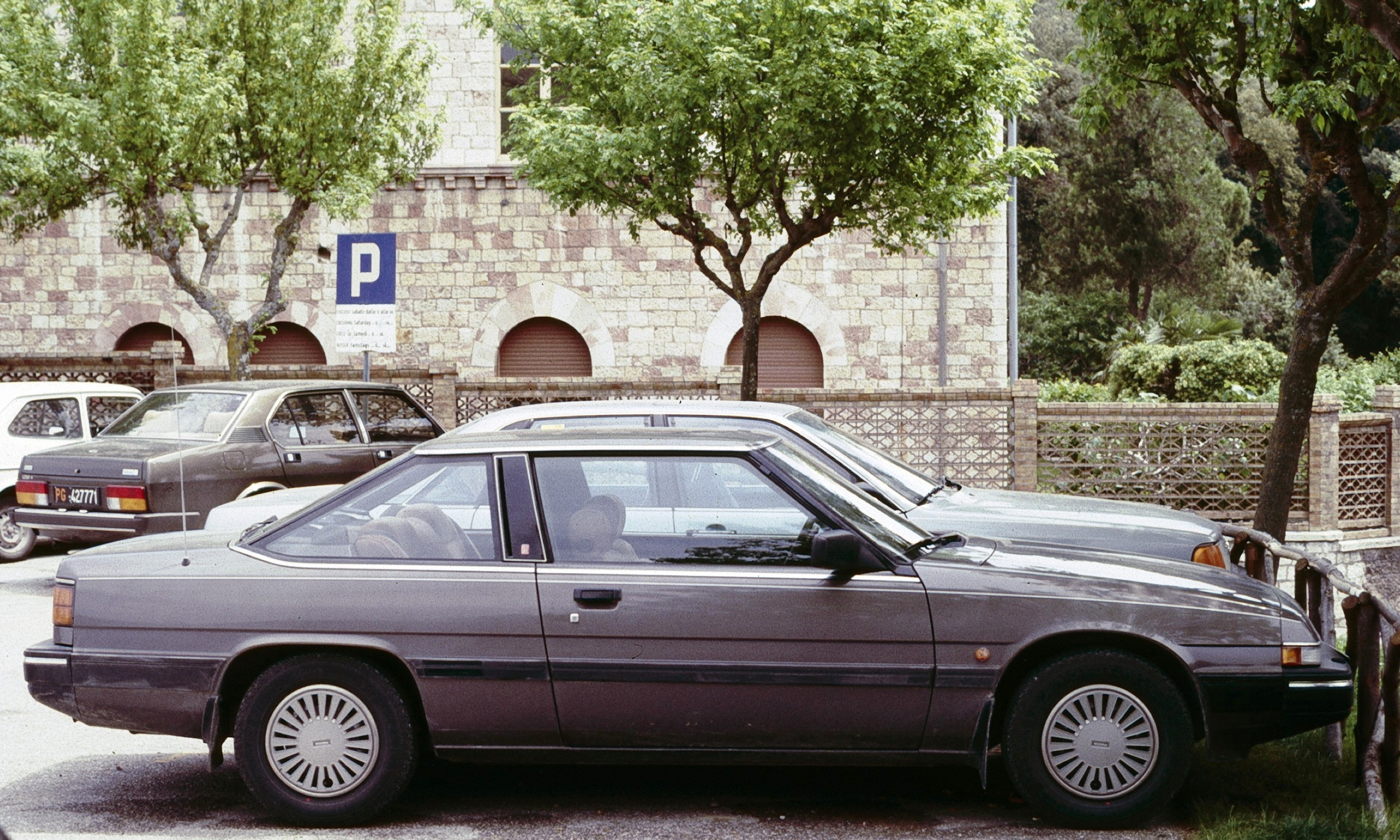
كوبية

## اتش سي(1986م-1991م)

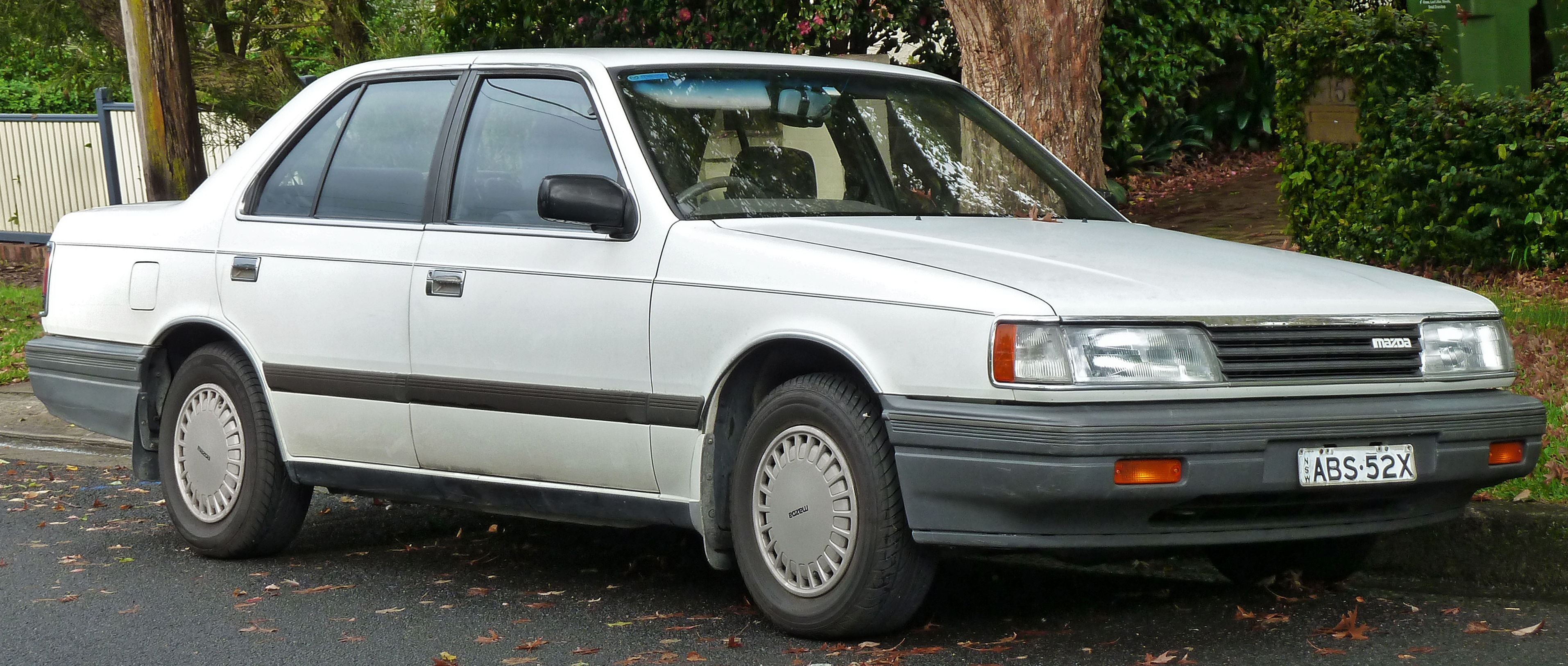
سيدان
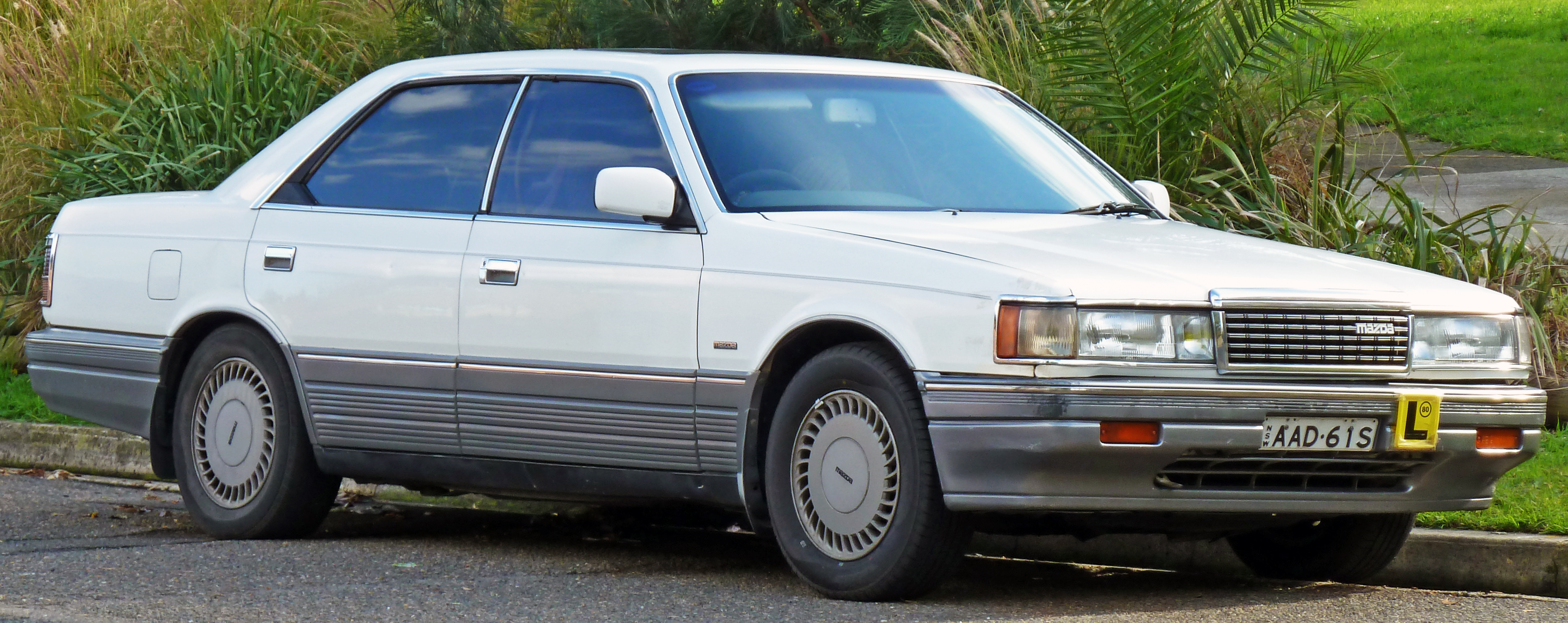
هاردتوب سيدان

## اتش دي (1991م-1995م)

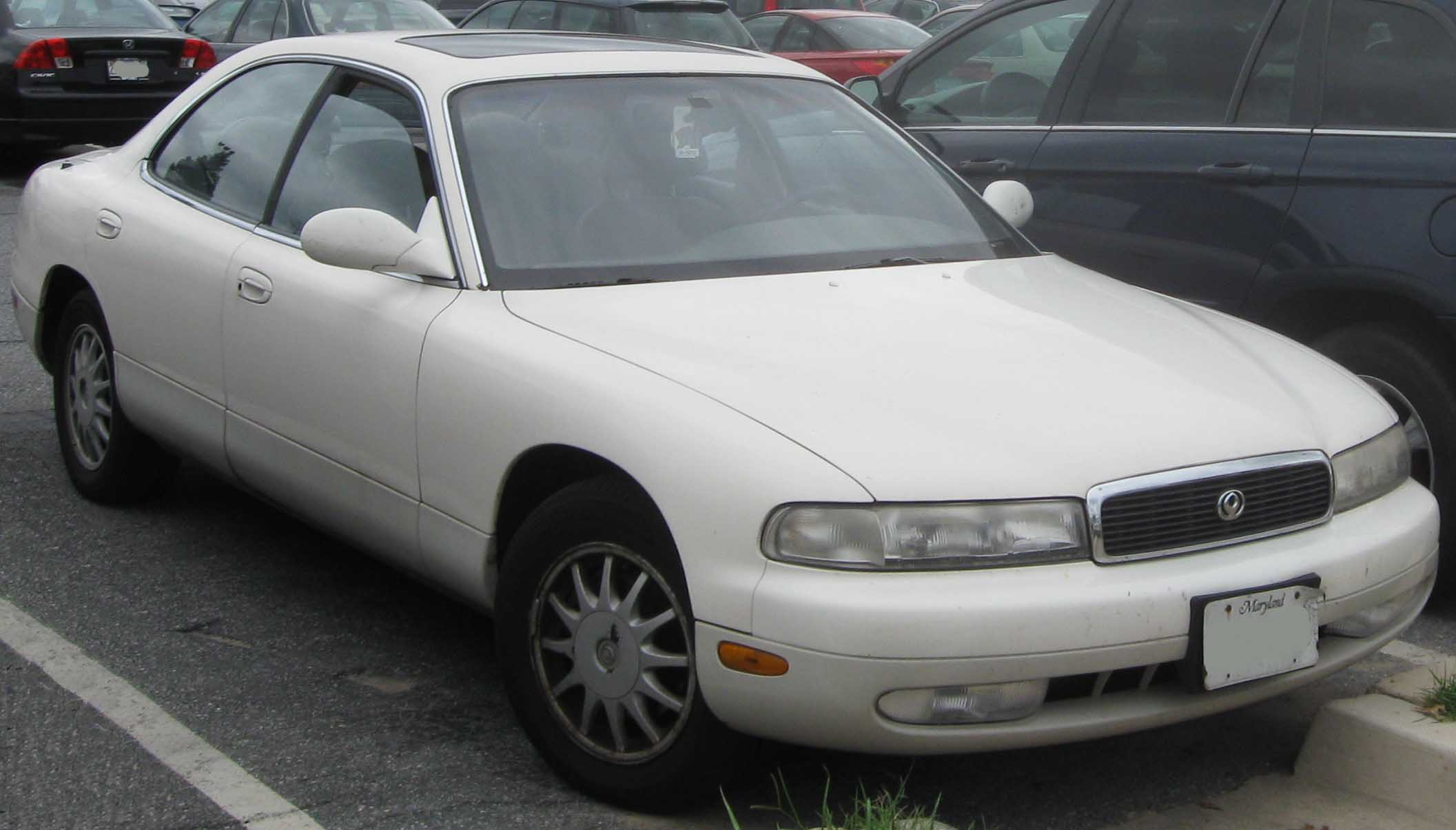
سيدان

## اتش إي (1995م-1997م)

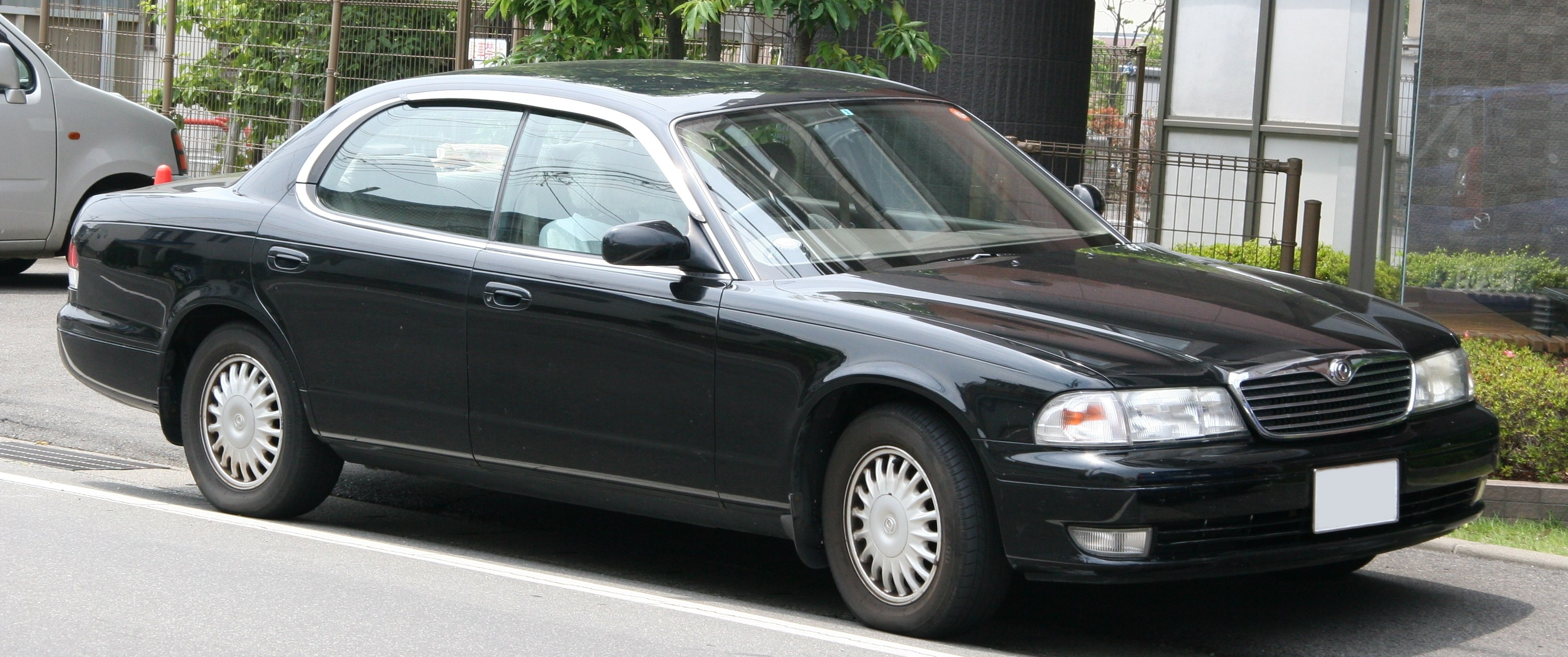
سيدان